# Пугачевський Лазар Ісакович
Лазар Ісакович Пугачевський (1897, місто Обухів Київської губернії, тепер Київської області — 30 березня 1957, місто Горький, тепер Нижній Новгород, Російська Федерація) — радянський діяч, відповідальний секретар Одеського губернського комітету КП(б)У, 1-й секретар Горьковського міського комітету ВКП(б).

## Життєпис
Закінчив міське початкове училище. З 1911 по 1917 рік працював розсильним, чорноробом та візником у місті Києві.
Член РСДРП(б) з 1914 року.
З 1918 по 1919 рік був членом комуністичного підпілля в місті Києві.
З 1919 року — голова Деміївського районного комітету КП(б) України міста Києва. У березні — червні 1920 року — на підпільній роботі в Києві. З липня по серпень 1920 року — голова трійки з організації радянської влади в Деміївському районі міста Києва.
З вересня 1920 року — відповідальний секретар Алчевського повітового комітету КП(б)У Донецької губернії.
З травня по 14 липня 1921 року — відповідальний секретар Одеського губернського комітету КП(б)У.
У 1923 році — інструктор Луганського окружного комітету КП(б)У. У 1924 році — секретар кущового комітету РКП(б) Брянського рудника.
У вересні 1924 — квітні 1925 року — інструктор Донецького губернського комітету КП(б)У.
У 1925—1927 роках — відповідальний секретар Краснолуцького районного комітету КП(б)У.
У 1927—1928 роках — відповідальний секретар Горлівського районного комітету КП(б)У; відповідальний секретар Єнакіївського районного комітету КП(б)У.
З січня по квітень 1929 року — відповідальний секретар Слободського повітового комітету ВКП(б) В'ятської губернії.
У квітні — листопаді 1929 року — завідувач організаційного відділу В'ятського міського комітету ВКП(б).
У листопаді 1929 — серпні 1930 року — відповідальний секретар В'ятського окружного комітету ВКП(б).
У 1930—1934 роках — завідувач організаційного відділу Нижньогородського крайового комітету ВКП(б); 1-й секретар Сормовського районного комітету ВКП(б) міста Горького.
У 1934—1937 роках — 1-й секретар Горьковського міського комітету ВКП(б).
У 1937 році — секретар Таганрозького міського комітету ВКП(б) Азово-Чорноморського краю.
До квітня 1938 року — заступник начальника Сталінградського обласного управління легкої промисловості.
У квітні 1938 року заарештований органами НКВС. У травні 1940 року засуджений до 10 років позбавлення волі у виправно-трудових таборах. У 1948 році звільнений з ув'язнення. З 1948 по 1956 рік перебував на засланні в Північному Казахстані, працював комірником на автобазі.
У 1956 році реабілітований, повернувся до родини в місто Горький (Нижній Новгород).
Покінчив життя самогубством 30 березня 1957 року.